# Bruno Zauli
Bruno Zauli (né le 18 décembre 1902 à Ancône et mort le 7 décembre 1963 à Grosseto) est un ancien dirigeant sportif italien. 

## Biographie
C'est alors qu'il était président du comité européen de l'IAAF (ancêtre de l'Association européenne d'athlétisme), que Bruno Zauli eut l'idée de faire rencontrer les nations européennes, dans des matches qui permettraient la rencontre régulière des équipes de l'Ouest et de l'Est, en pleine guerre froide : la Coupe d'Europe des nations d'athlétisme qui porte depuis son nom, était née. Il était à l'origine d'un Six-Nations (occidentales) dès 1957.